# نانا يتشيسي
نانا يتشيسي (市瀬 菜々) (4 أغسطس 1997 في توكوشيما في اليابان – )؛ هي لاعبة كرة قدم كانت تلعب كمدافع. ولعبت مع منتخب اليابان لكرة القدم للسيدات.

## وصلات خارجية
- نانا يتشيسي على موقع الاتحاد الدولي (مؤرشف)  (الإنجليزية)
- نانا يتشيسي على موقع قاعدة بيانات كرة القدم.إي يو (الإنجليزية)
- نانا يتشيسي على موقع Soccerway.com (الإنجليزية)
- نانا يتشيسي على موقع عالم كرة القدم.نت (الإنجليزية)